# Station Budapest-Kelenföld
Budapest-Kelenföld pályaudvar (Station Boedapest-Kelenföld), in het zuiden van de stad, is na Keleti pályaudvar, Nyugati pályaudvar en Déli pályaudvar het grootste treinstation van de Hongaarse hoofdstad Boedapest. Het station ligt in Újbuda, het elfde district van Boedapest, aan het Eteleplein. Het plein is een knooppunt voor het plaatselijke openbaar vervoer van de BKV met drie tramlijnen (1, 19 en 49) en negenentwintig buslijnen (8E, 40, 40B, 40E, 53, 58, 87, 88, 88A, 88B, 101B, 101E, 103, 108E, 141, 150, 153, 154, 172, 173, 187, 188, 188E, 250, 250B, 251, 251A, 272). Verder werd in 1999 het busstation van de streekvervoerder Volán autóbusz van het Kosztolányi Dezső plein naar het station verplaatst. Rond de aanleg van metro lijn 4 is moderniseringsprogramma doorgevoerd en met de opening van deze lijn op 28 maart 2014 is de betekenis van het station als vervoersknooppunt nog verder toegenomen.

## Geschiedenis
In de 19e eeuw, toen het eerste deel van de zuiderspoorweg (Déli Vasút) in 1861 werd geopend nam de cs. kir. szab. Déli Vaspályatársaság (Zuider Spoorwegmaatschappij) een eigen halte in Boeda in gebruik op de plaats van het huidige Déli pályaudvar. Destijds was dat het beginpunt van de lijn naar Kanizsa, de huidige lijn 30/30a, dat door de treinen bereikt werd via de Újbudának, tegenwoordig Kelenföld. Het station in Kelenföld werd in 1862 geopend. Na de Ausgleich in 1867 begon de planning van een ringspoorbaan rond Boedapest om de spoorlijnen van de drie particuliere spoorwegmaatschappijen met elkaar te verbinden. Deze ringspoorbaan, eigendom van de net opgerichte Magyar Királyi Államvasutak (Koninklijke Hongaarse staatsspoorwegen), begon in Kelenföld. Iets ten noorden van het station werd de ringspoorbaan met verbindingsbogen aan de oostkant van de zuiderspoorweg aangesloten op station Kelenföld en het traject naar station Déli. Vanaf Kelenföld kan sinds 1877 over de ringspoorbaan, waar de verbindingsspoorbrug over de Donau onderdeel van is, het rangeerterrein van Ferencváros en andere spoorlijnen op de oostelijke Donauoever worden bereikt. Het station Kelenföld is in samenhang met de bouw van de ringspoorlijn aanzienlijk uitgebreid. In 1882 werd de aftakking naar Pécs, de huidige lijn 40/40a, geopend en in 1884 de lijn naar Komárom, de huidige lijn 1 naar Wenen.
In de Eerste Wereldoorlog bleken verbeteringen noodzakelijk om het sterk toegenomen verkeer te kunnen verwerken. Het station werd na de oorlog uitgebreid met twee eilandperrons en voor het goederenverkeer werden grote opslagloodsen en faciliteiten voor de overslag van vracht en bulkgoed voorzien. In 1926 werd in korte tijd een loods voor zuivelprodukten gebouwd, gevolgd door de aanleg van extra sporen voor de afhandeling van de goederen overslag.
In de Tweede Wereldoorlog werd het Déli pályaudvar door bombardementen vernield en de spoorlijn ernaartoe zwaar beschadigd. De reizigers moesten zich behelpen met tijdelijke voorzieningen en er is toen overwogen om het treinverkeer van Déli pályaudvar geheel te verplaatsen naar Kelenföld. Uiteindelijk is dit niet door gegaan en is Déli pályaudvar begin jaren 70 van de twintigste eeuw herbouwd.
In 1978 begon een grote verbouwing in Kelenföld, met als voornaamste doel de capaciteit te vergroten door ongelijkvloerse kruisingen voor de verschillende richtingen. In 1983 werd de elektrificatie tussen Déli pályaudvar en Kelenföld voltooid. In deze tijd waren er drie perrons in gebruik en werd de lijn naar Pusztaszabolcs onder de draad gebracht. In 1986 werd een onderdoorgang voltooid die het stationsplein verbindt met Őrmező aan de westkant van het emplacement. In 1987 kwam ook de spoorlijn naar Székesfehérvár onder de draad. In 1995 kwam het stationsgebouw op de gemeentelijke monumentenlijst en in 2007, bij het 125-jarig bestaan van het station, kreeg het volledige bescherming van monumentenzorg. In het kader van de metrobouw is een nieuwe bredere voetgangerstunnel gebouwd maar verdere uitbreidingen zijn voorlopig van de baan.

## Gellértbergtunnel

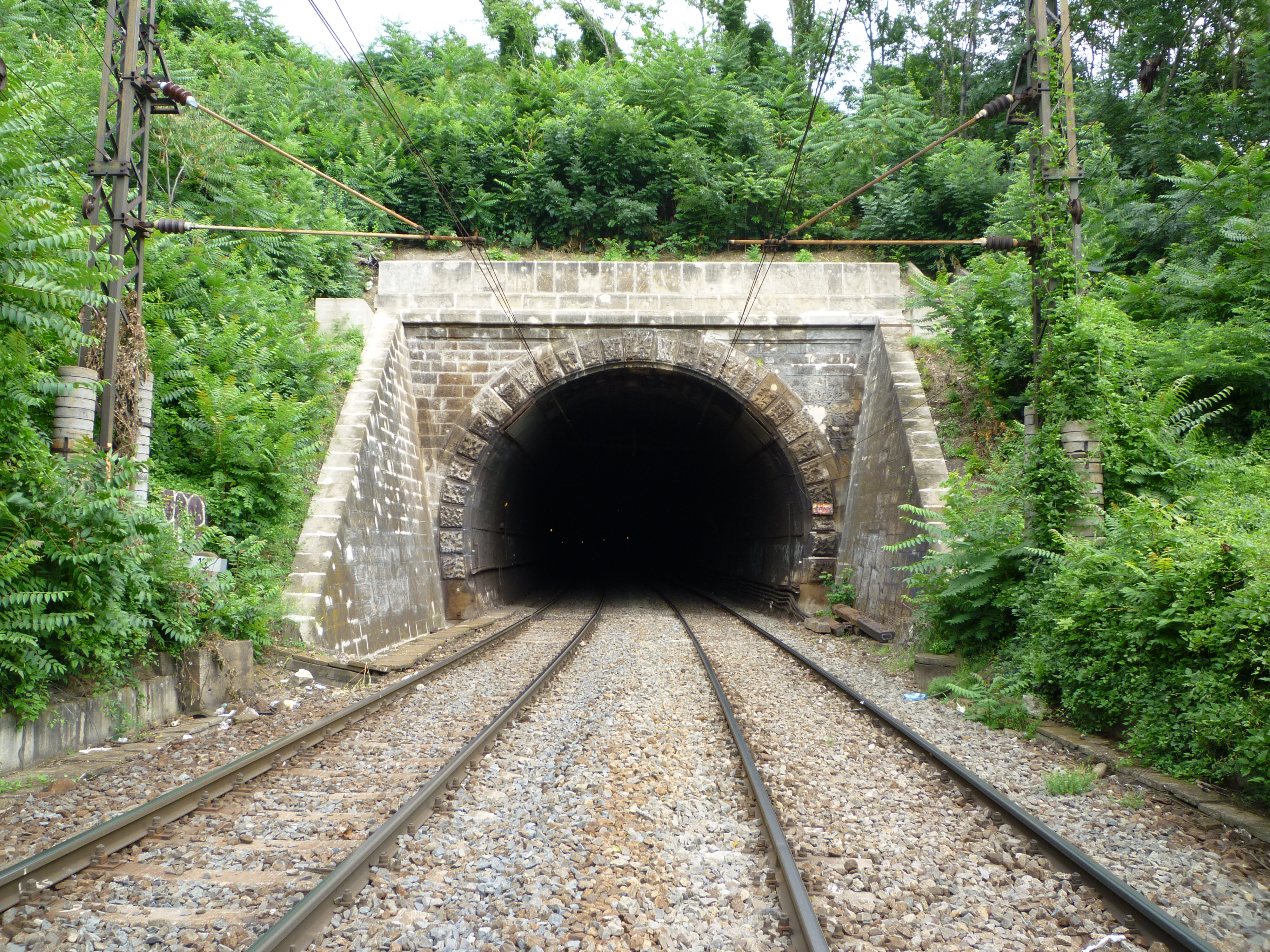
Zuidportaal van de Gellértbergtunnel

In 1861 is tussen Kelenföld en het zuidstation een 361 meter lange tunnel in een flauwe bocht gebouwd. Tijdens de bouw van de tunnel was geen rekening gehouden met bovenleiding zodat er een beperkte hoogte beschikbaar is. In de tunnel geldt een snelheidsbeperking van 40 km/u, tussen de tunnel en Kelenföld geldt een maximumsnelheid van 80 km/u.

## Verkeer

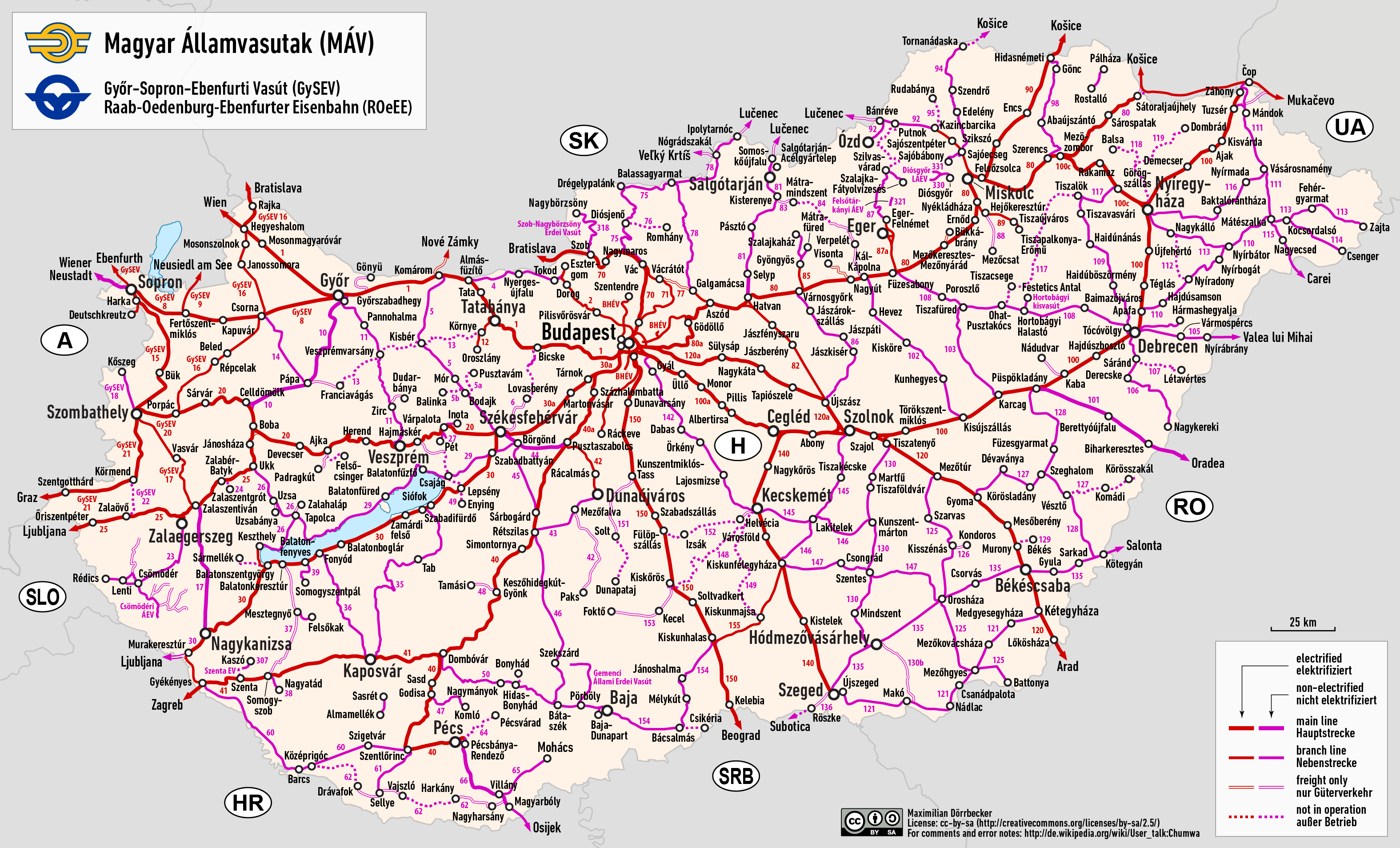
Het Hongaarse spoorwegnet

Door station Kelenföld rijden zeer veel treinen naar Transdanubië en het station kan, ondanks de diverse uitbreidingen in het verleden, dit verkeer nauwelijks verwerken. De hoofdlijnen Boedapest - Győr - Hegyeshalom .. Wenen (lijn 1), Boedapest - Székesfehérvár - Nagykanizsa (lijn 30) en Boedapest - Dombóvár - Pécs (lijn 40), lopen allemaal door dit station en ook het vrachtverkeer en de meeste internationale treinen passeren hier. Lijn 30, de oorspronkelijke zuiderspoorweg, naar het Velencemeer en het Balaton krijgt als toeristentrein prioriteit. Het aantal passagiers is zeer hoog, vooral in de zomer als ieder half uur een trein naar de meren vertrekt. In de winter is vooral het woon-werkverkeer, met duizenden pendelaars per dag, naar Érd, Martonvásár, Százhalombatta en Bicske de oorzaak van de drukte. De trein wordt ook meer en meer gebruikt voor reizen binnen de stad. Vanuit Kelenföld zijn de noordelijke delen van de stad gemakkelijker en goedkoper te bereiken dan met de bus met meerdere overstaps en verschillende kaartjes. In 2005 is in Budapest een gemeenschappelijk tariefsysteem geïntroduceerd dat door de EU wordt aangemoedigd om het lokale spoorvervoer te stimuleren.